# Bec de bord d'attaque

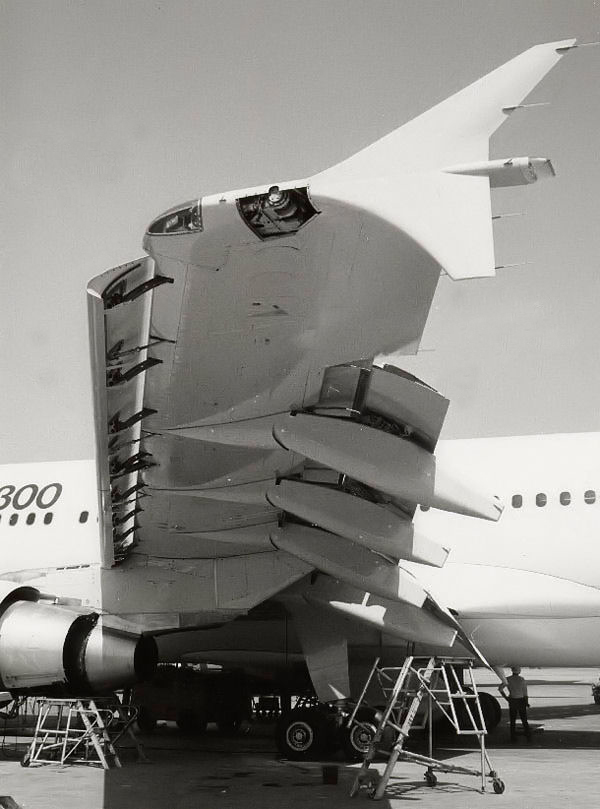
Position des becs de sécurité (slats) sur le devant de l'aile d'un Airbus A310-300.

Le bec de bord d'attaque d'un avion est un dispositif hypersustentateur formé d'un petit profil fixe ou mobile, situé en avant du bord d'attaque d'une aile et destiné à empêcher le décollement des filets d'air aux angles d'incidence élevés. En augmentant la portance maximale, les becs diminuent la vitesse de décrochage, ce qui permet des décollages et atterrissages plus courts, On emploie parfois leur nom anglais de slats.

## Description

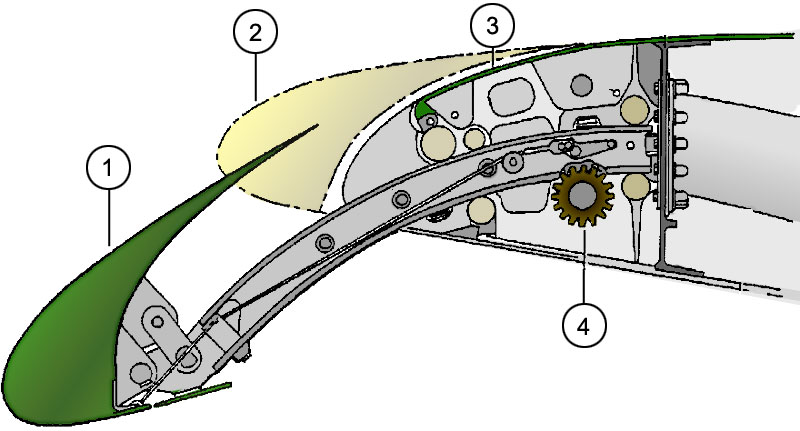
Déploiement du bec de sécurité des positions 3 à 1.

En position de repos, les becs de bord d'attaque n'occupent qu'un faible pourcentage de la corde de la voilure. Ils sont montés sur des glissières arquées ou sur des pivots et ils peuvent être éloignés pour agrandir sensiblement l'aile effective, comme présenté dans l'image ci jointe.
Plusieurs aérodynamiciens croyaient au début de l'aviation que ces becs augmentaient la vitesse de l'air sur l'extrados de l'aile, mais des études plus récentes ont démontré que ces becs agissent en retardant le décrochement des filets d'air. Ils autorisent ainsi le vol à de plus fortes incidences. Le bec est en fait une portion du bord d'attaque de la voilure qui peut être fixe ou s'écarter vers l'avant et/ou vers le bas. Il peut donc cumuler plusieurs effets : augmenter la cambrure, augmenter la surface de l'aile et retarder le décollement des filets d'air par effet de fente.

## Types
Bec à fente fixeCe sont des surfaces fixes écartées du bord d'attaque. Mis au point par Henri Coandă en 1910 et perfectionnés par Handley Page à la fin des années 1910, ils se trouvaient sur les premiers avions à atterrissage court comme le Fieseler Fi 156 Storch, le Potez 36 (1929).
Bec à fente rétractables
- Becs à fente automatiques : Ils sont rétractés au bord d'attaque et sortent vers l'avant automatiquement grâce à la dépression locale à incidence élevée. Les becs automatiques étaient montés sur les Messerschmitt Bf 108 Taifun et Bf 109 à partir de 1935. Ils sont une caractéristique remarquable des avions légers Morane-Saulnier Rallye des années 1960.
- Bec à fente commandé ou Slat : De même principe que le précédent mais commandé par le pilote, il est très utilisé sur les avions de ligne.

Bec KruegerC'est un petit volet accroché au bord d'attaque et rabattu sur l'intrados, le dessous de l'aile. En pivotant, tout en restant attaché, il augmente la courbure. Ce système est utilisé sur les avions de ligne.
Bec basculantC'est en fait le bord d'attaque qui bascule vers le bas, comme un volet sans fente, il augmente dans cette position la cambrure de l'aile. Ce système est utilisé sur les avions de chasse, notamment les avions Dassault (voir sur la photo une coupe de l'aile du F-104 Starfighter).

## Histoire

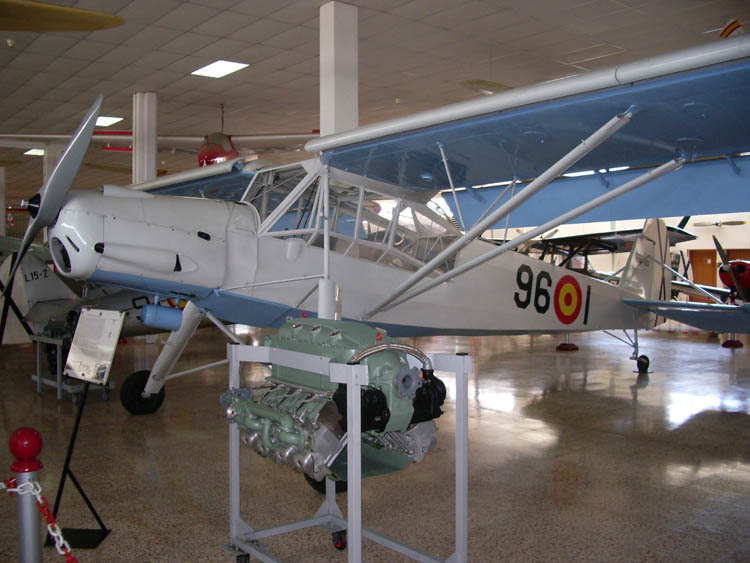
Le Fieseler Fi 156 Storch avec des becs à fente déployés de façon permanente sur le bord avant de l'aile.

En 1917, Gustav Lachmann (de) enquêta sur l'écrasement d'un avion Rumpler C à la suite d'un décrochage et transposa ses idées de solution sur un petit modèle de bois à Cologne. L'année suivante, il essaya de breveter son invention mais le bureau des brevets le rejeta parce qu'il semblait peu logique d'augmenter la portance en divisant l'aile.
De façon indépendante, la compagnie Handley-Page Ltd de Grande-Bretagne développa une aile à fente pour prévenir le décrochage en réduisant la turbulence sur le dessus de l'aile à fort angle d'attaque. Elle fit une demande de brevet en 1919 et, pour éviter un conflit juridique, proposa un accord de copropriété à Lachmann. La même année, un Airco DH.9 fut équipé du dispositif et le testa en vol. Lachmann travailla ensuite chez Handley-Page durant de nombreuses années et développa plusieurs avions, dont le Handley Page Hampden.
Un peu plus tard, un Airco DH.4 fut également modifié en monoplan avec une aile large avec ce qui sera le premier bec de bord d'attaque et des ailerons à l'arrière. Les deux dispositifs pouvaient être déployés pour mesurer l'amélioration de portance à basse vitesse. Le brevet des becs de sécurité fut une des importantes sources de revenu de la compagnie durant les années 1920 grâce aux droits de production sous licence qu'elle vendit. La configuration originale utilisait un bec à fente fixe sur le devant de l'aile. Design qui fut utilisé sur de nombreux avions à décollage court (STOL).
Durant la Seconde Guerre mondiale, plusieurs avions allemands furent équipés de versions plus avancées du dispositif qui s'accolaient sans rebord sur l'aile afin de diminuer la traînée, seulement déployé à basse vitesse. Les Messerschmitt furent ainsi tous équipés de becs. Après le conflit, le déploiement mécanique des becs de sécurité fut changé pour un mécanisme hydraulique puis électrique.